# Франкемон, Фридрих фон
Фридрих фон Франкемон (5 марта 1770, Людвигсбург, Штутгарт, Баден-Вюртмберг – 2 января 1842) — вюртембергский генерал от инфантерии, активный участник Наполеоновских войн. 

## Биография
Франкемон родился 5 марта 1770 года в результате внебрачной связи владетельного герцога Карла Евгения Вюртембергского (1728-1793) и танцовщицы Регины Монти. В 1787 году он поступил лейтенантом в так называемый Капский полк, который был набран в Вюртемберге и сдан в аренду Голландской Ост-Индской компании (практика, имевшая распространение в германских государствах XVIII века). Вместе с полком Франкемон попал сначала в Южную Африку, затем в Батавию (совр. Джакарта) и, наконец, на Цейлон. В 1795 году он попал на Цейлоне в английский плен. Через Мадрас он был отправлен в Англию, и был освобожден только в 1800 году.
После этого Франкемон поступил непосредственно на вюртембергскую службу. Он был сначала капитаном, но быстро получал повышения и к 1807 году был уже полковником и командиром 1-го батальона полка Кронпринца. В 1808 году Франкемон стал генерал-майором. В 1812 году он был генерал-лейтенантом и командовал пешей гвардией.
В 1813 году Франкемон во главе вюртембергской дивизии сражался в составе армии Наполеона в сражениях при Баутцене и Вартенбурге, был тяжело ранен. За военные заслуги в том же году ему был пожалован графский титул.
В 1815 году, во время Ста дней Франкемон стал начальником Вюртембергского экспедиционного корпуса в составе союзной армии (антинаполеоновской) и был повышен до  генерала от инфантерии. После окончания Наполеоновских войн, 9 ноября 1816 года он был сделан государственным министром и военным министром Вильгельма I Вюртембергского. Позже он был также членом Тайного совета. В 1818 году король Вильгельм Вюртембергский наградил его Большим крестом ордена Вюртембергской короны.
В 1819 году Франкемоном стал пожизненно назначенным членом Вюртембергской палаты сословий. С 1820 года вместе с бароном Эрнстом фон Хюгелем отвечал за реорганизацию вюртембергской армии. В 1823 году закончил свою карьеру как министр и стал командиром 6-го пехотного полка Кронпринц. В августе 1829 года он ушел со своего поста по состоянию здоровья.
Скончался 2 января 1842 года на 71-м году жизни.

## Некоторые награды
- Орден Святого Александра Невского, Российская империя (20 апреля 1814).
- Большой крест ордена Вюртембергской короны (1818).